# Arçay, Cher

Arçay este o comună în departamentul Cher, Franța. În 1 ianuarie 2022 avea o populație de 488 de locuitori.